# Funny How Time Flies (When You're Having Fun)
"Funny How Time Flies (When You're Having Fun)" là một bài hát của ca sĩ người Mỹ Janet Jackson nằm trong album phòng thu thứ ba của cô, Control (1986). Nó được phát hành như là đĩa đơn thứ 7 và cũng là cuối cùng từ album vào tháng 11 năm 1987 dưới dạng đĩa đơn thương mại tại Vương quốc Anh và Úc, và trên sóng radio tại Hoa Kỳ. Bài hát được sáng tác và sản xuất bởi bộ đôi Jimmy Jam & Terry Lewis, với sự tham gia hỗ trợ viết lời từ Jackson. Không có video ca nhạc nào được ghi hình cho đĩa đơn này.
"Funny How Time Flies (When You're Having Fun)" cũng được hát lại bởi một số nghệ sĩ. Janet Jackson lần đầu đưa ca khúc vào chuyến lưu diễn của mình là tại Rhythm Nation World Tour với giai điệu không lời, trước khi biểu diễn chính thức vào năm 2008 trong Rock Witchu Tour.

## Danh sách bài hát
Đĩa 7" tại Vương quốc Anh và Úc
A. "Funny How Time Flies (When You're Having Fun)" – 4:29
B. "When I Think of You" – 3:57
Đĩa 12" tại Vương quốc Anh
A1. "Funny How Time Flies (When You're Having Fun)" – 4:29
A2. "Nasty" (Cool Summer Mix – Part One) – 7:57
B1. "When I Think of You" (Dance Remix) – 6:25

## Danh sách những phiên bản không chính thức
- Snoop Dogg Mix – 4:40
- States Mix – 3:37

## Xếp hạng
| Bảng xếp hạng (1987) | Vị trí cao nhất |
| -------------------- | --------------- |
| Irish Singles Chart  | 24              |
| UK Singles Chart     | 59              |